# Peter Gerhardsson
Peter Gerhardsson (* 22. August 1959) ist ein ehemaliger schwedischer Fußballspieler und heutiger Fußballtrainer. Seit September 2017 trainiert er die schwedische Fußballnationalmannschaft der Frauen.

## Werdegang

### Spielerkarriere
Gerhardsson begann als Kind mit dem Fußballspielen bei Upsala IF, bei dem er anschließend die einzelnen Altersklassen der Nachwuchsabteilung durchlief und als Teenager in der unterklassig antretenden Männermannschaft auflief. Vor der Zweitligaspielzeit 1978 wechselte er zum Stockholmer Klub Hammarby IF. Zunächst noch hauptsächlich in der Jugendmannschaft aktiv, kam er 1978 zu einem Einsatz in der ersten Mannschaft, die am Saisonende in die Allsvenskan aufstieg. Unter dem neu verpflichteten Trainer Bengt Gustavsson kam er in der Erstligaspielzeit 1979 erneut nur zu einem Einsatz, ehe er sich in den folgenden Spielzeiten an der Seite von Billy Ohlsson, Jonnie Efraimsson und dem zeitweise verletzungsbedingt pausierenden Mats Werner im Angriff des Klubs etablierte.
Vor der Spielzeit 1982 übernahm Bengt Persson das Traineramt bei Hammarby IF und führte die Mannschaft um Sten-Ove Ramberg, Mats Wahlberg, Thomas Dennerby und Michael Andersson als Tabellenzweiter der regulären Spielzeit hinter IFK Göteborg in die Meisterschaftsendrunde. Dort zeichneten sich Gerhardsson und Efraimsson als regelmäßige Torschützen aus, so dass das Endspiel gegen den Tabellenführer aus Göteborg erreicht wurde. Im Hinspiel erzielte er mit seinem vierten Endrundentor in der 88. Spielminute den spielentscheidenden Treffer zum 2:1-Auswärtssieg im Ullevi, im Rückspiel sorgten jedoch zwei Tore von Dan Corneliusson und ein Treffer von Tord Holmgren für eine 3:0-Halbzeitführung der Göteborger, die sich trotz des Ehrentreffers von Ulf Eriksson damit den Titel holten.
In der folgenden Spielzeit zeigte Gerhardsson auch während der regulären Spielzeit seine Torgefahr und platzierte sich mit zehn Saisontoren an vierter Stelle der Torschützenliste hinter Torschützenkönig Thomas Ahlström und den dahinter gleichauf liegenden Mats Jingblad und Sören Börjesson. Im Sommer des Jahres stand er mit dem Klub im Finale des Landespokals, das jedoch gegen den amtierenden Meister IFK Göteborg verloren ging. Damit war die Mannschaft jedoch zur Teilnahme am Europapokal der Pokalsieger 1983/84 berechtigt. Nachdem sie sich gegen den albanischen Vertreter KS 17. Nëntori Tirana durchgesetzt hatte, scheiterte sie in der zweiten Runde nach Verlängerung im Rückspiel am finnischen Pokalsieger Valkeakosken Haka.
Nachdem Gerhardsson mit der Mannschaft in der Spielzeit 1984 erst im Halbfinale der Meisterschaftsendrunde gescheitert war, verließ Persson nach Saisonende den Klub. Unter dessen Nachfolgern Björn Bolling, Lars Wass und Hans Backe stand die Mannschaft zwischen 1985 und 1987 regelmäßig im vorderen Mittelfeld, verpasste aber den erneuten Einzug in die Meisterschaftsendrunde. Nachdem er verletzungsbedingt zeitweise kürzerzutreten hatte, war er in der Spielzeit 1986 wieder bester vereinsinterner Torschütze, ehe ihm Thomas Lundin den Rang ablief.
Anfang 1988 wechselte Gerhardsson zu Vasalunds IF in die zweite Liga. Nachdem er in seiner ersten Spielzeit mit dem Klub als Tabellendritter der Nordstaffel hinter Örebro SK und IFK Eskilstuna den Aufstieg verpasst hatte, kam es in der Zweitligaspielzeit 1989 zum Duell mit seinem vormaligen Klub Hammarby IF. Erst am letzten Spieltag überflügelte der Konkurrent seinen aktuellen Verein, als dieser mit einem Tor in der Nachspielzeit einen 6:0-Erfolg über Karlstad BK erzielte, so dass bei gleicher Punktezahl und gleicher Tordifferenz die Anzahl der geschossenen Tore als Kriterium entschieden, dass Hammarby IF in die erste Liga zurückkehrte. Nach einer weiteren Vizemeisterschaft hinter GIF Sundsvall – der Tabellenführer wies einen deutlichen Vorsprung von zwölf Punkten auf – wechselte Gerhardsson zum Zweitligaaufsteiger Enköpings SK. Nach zwei Spielzeiten beendete er im Anschluss an die Spielzeit 1992, die der Klub auf einem Abstiegsplatz beendet hatte, seine aktive Laufbahn.

### Trainerkarriere
Direkt im Anschluss an seine aktive Laufbahn wechselte Gerhardsson auf die Trainerbank und übernahm das Traineramt bei seinem Heimatverein Upsala IF, den er bis 1995 betreute. Anschließend übernahm er den Drittligisten BKV Norrtälje, mit dem er jedoch den Klassenerhalt verpasste. Auch seine nächste Station befand sich in Uppland. Ab 1997 betreute er die in der Damallsvenskan antretende Frauenmannschaft des Bälinge IF, die sich unter seiner Leitung unter den besten drei Mannschaften der Liga platzierte und in der Spielzeit 1998 erst im Halbfinale am späteren Meister Älvsjö AIK scheiterte.
Nachdem Gerhardsson zwischen 2000 und 2002 als Assistenztrainer seiner letzten Spielstation Enköpings SK die Geschicke in der zweiten Liga beeinflusste, wechselte er anschließend als Nachwuchsnationaltrainer zum Svenska Fotbollförbundet. 2005 holte ihn Helsingborgs IF als Assistenztrainer von Peter Swärdh in die Allsvenskan. Auch nach dessen Entlassung im Laufe der folgenden Spielzeit blieb er unter der Interimslösung Hans Eklund sowie den Nachfolgern Stuart Baxter und Bo Nilsson dem Trainerstab bis Ende 2008 erhalten.
Im November 2008 verkündete der Göteborger Klub BK Häcken die Verpflichtung Gerhardssons als neuen Trainer des in die Allsvenskan aufgestiegenen Klubs. Die Mannschaft um Jonas Henriksson, Mathias Ranégie, Tom Söderberg und Christoffer Källqvist führte er in seiner ersten Spielzeit als hauptverantwortlicher Trainer in der schwedischen Eliteserie auf den fünften Tabellenplatz und verpasste somit einen Europapokalplatz nur um zwei Punkte. Daraufhin meldete insbesondere seine ehemalige Spielsation Hammarby IF – der Klub war als Tabellenletzter in die Superettan abgestiegen – Interesse an einer Verpflichtung, BK Häcken verkündete jedoch, den 2010 auslaufenden Kontrakt um drei Jahre zu verlängern.
Im September 2017 wurde er Trainer der schwedischen Fußballnationalmannschaft der Frauen, die unter ihm bei der WM 2019 und 2023 den dritten Platz belegte und bei den Olympischen Spielen 2020 die Silbermedaille gewann. Im Januar 2025 gab er das Ende seiner Tätigkeit nach der EM 2025 bekannt.